# بايرون كيث
بايرون كيث (بالإنجليزية: Byron Keith)‏ هو ممثل أمريكي، ولد في 1917 في الولايات المتحدة، وتوفي في 19 يناير 1996 بلوس أنجلوس في الولايات المتحدة بسبب نوبة قلبية.

## وصلات خارجية
- بايرون كيث على موقع IMDb (الإنجليزية)
- بايرون كيث على موقع ألو سيني (الفرنسية)
- بايرون كيث على موقع أول موفي (الإنجليزية)
- بايرون كيث على موقع قاعدة بيانات الأفلام السويدية (السويدية)
- بايرون كيث على موقع قاعدة بيانات الفيلم (الإنجليزية)
- بايرون كيث على موقع كينوبويسك (الروسية)
- بايرون كيث على موقع كينوبويسك (الروسية)